# Предатель расы (журнал)
«Предатель расы» (англ. Race Traitor) — ежеквартальный журнал, учреждённый в 1992 году Джоном Гарви и Ноэлом Игнатьевым. Выходил до 2005 года. Название восходит к понятию идеологии расизма. Заявленная миссия журнала заключалась в том, чтобы «служить интеллектуальным центром» для тех, кто стремится отменить привилегии белых. По словам Игнатьева, его целью было «изучить, как люди, воспитанные белыми, могут стать небелыми».
Идея журнала заключалась в том, что расовые категории были созданы для организации социальной иерархии, которая приносит пользу белым за счет цветных людей. «Белая» раса рассматривается как эксклюзивный клуб, который журнал стремится распустить и разбить на части. По словам Игнатьева: «Мы в Race Traitor… попросили некоторых из тех, кто считает, что белизна содержит какие-либо положительные компоненты, указать, в чем они заключаются. Мы все ещё ждем ответа. Пока мы его не получим, мы будем стоять на стороне Дэвид Родигер, который настаивал, что белизна не просто является угнетающей и фальшивой, она не что, кроме угнетения и фальши».
Журнал и образованное им сообщество активистов действовали в тесном, хотя иногда и противоречивом отношении к области исследований белизны. Последним был 16-й номер, «Специальный палестинский выпуск», изданный зимой 2005 года. Девизом издания было: «Измена белизне — это верность человечеству».
Аудитория журнала включала учёных, низовых активистов, заключенных и студентов различных расовых и сексуальных идентичностей. По состоянию на 2002 год журнал цитировался более 110 раз.